# Université Sorbonne-Nouvelle
Pour les autres utilisations du mot Sorbonne, voir Sorbonne (homonymie).
Ne doit pas être confondu avec Université Paris-Sorbonne, Université Panthéon-Sorbonne, Sorbonne Université ou Université Sorbonne-Paris-Nord.

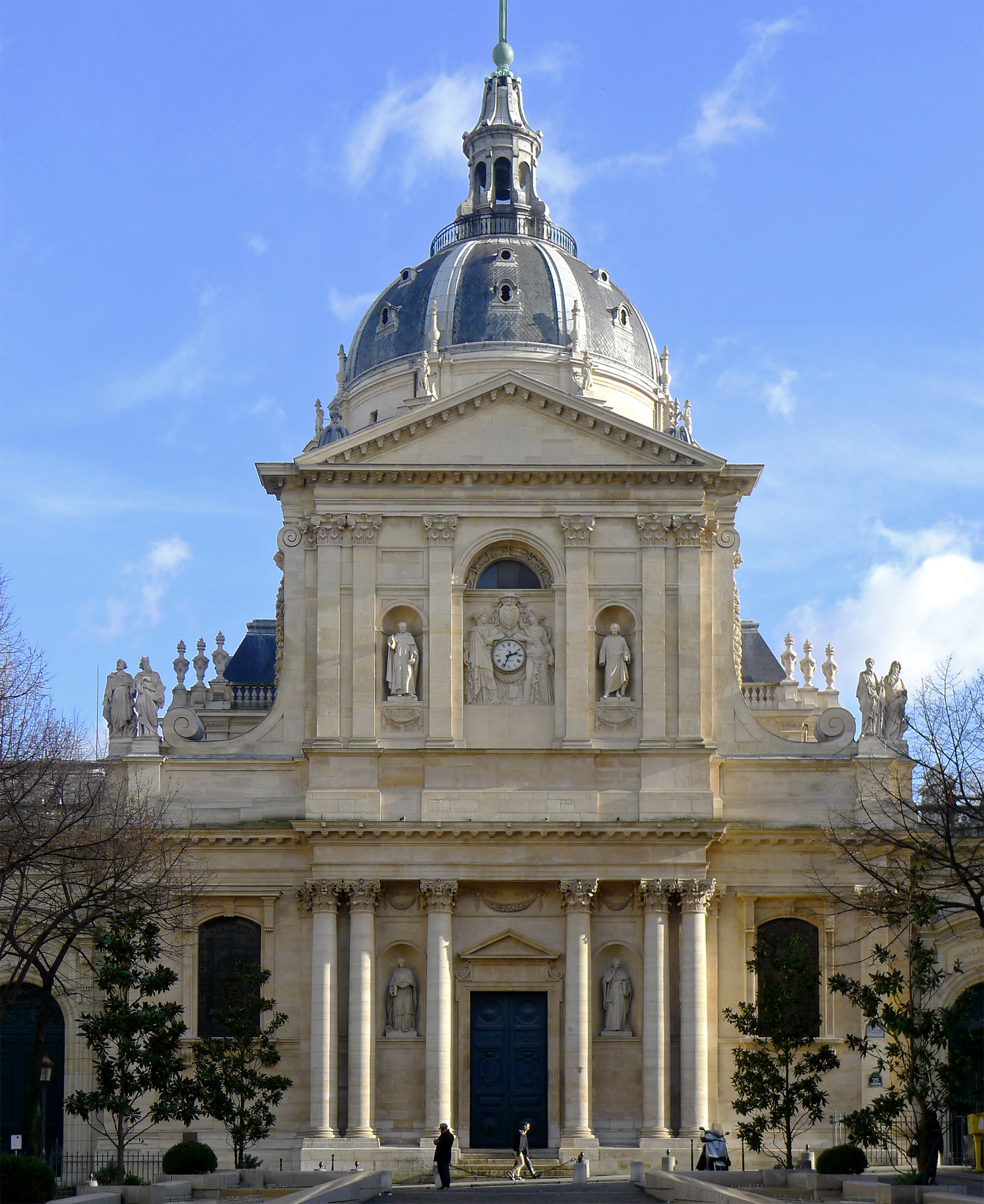
Chapelle de la Sorbonne.

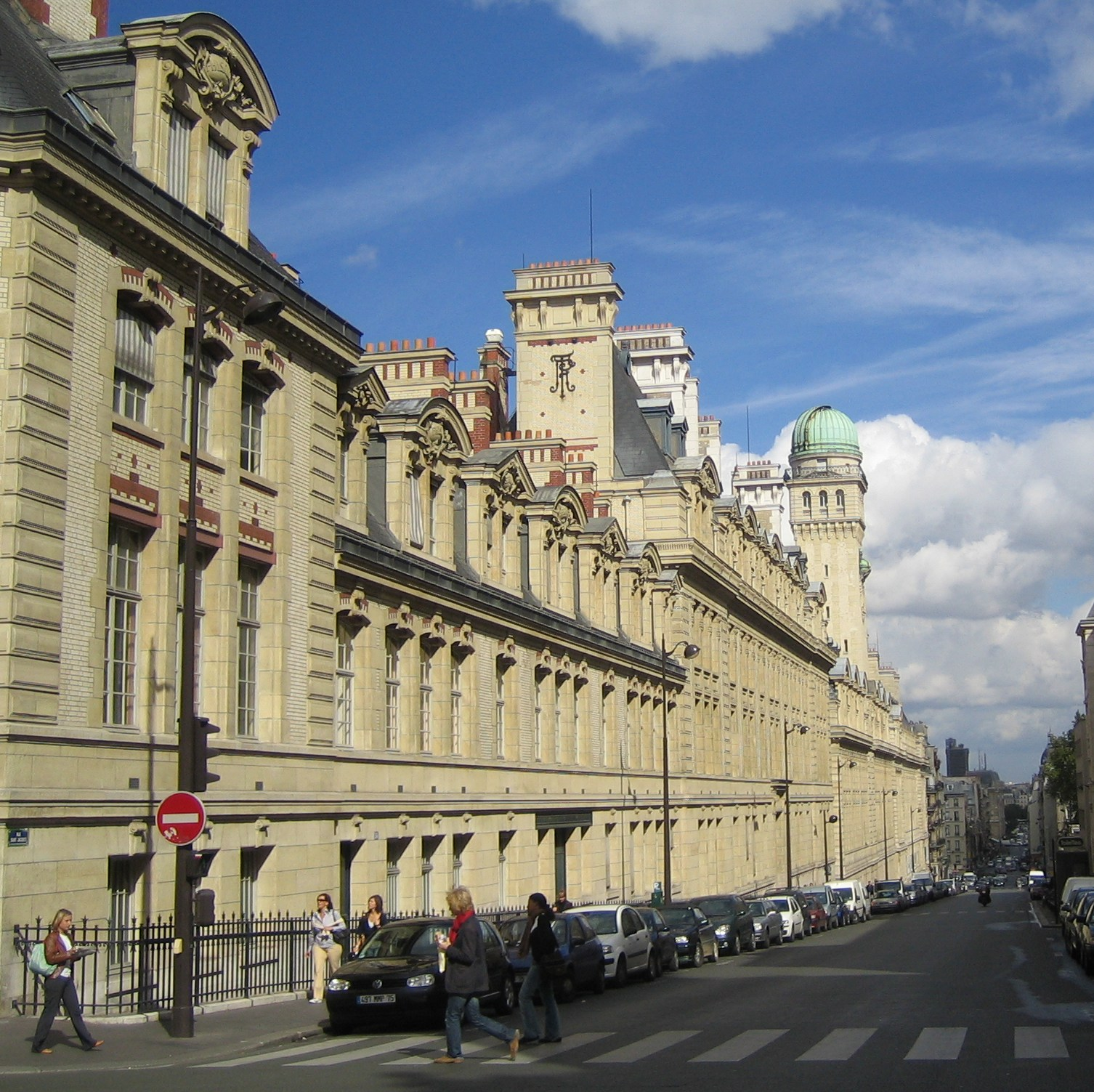
Bâtiment de la Sorbonne depuis la rue Saint-Jacques.

L'université Sorbonne-Nouvelle, auparavant appelée université Paris-III-Sorbonne-Nouvelle, mais aussi connue comme Paris 3 ou Censier, est une université française située à Paris. Fondée en 1971, elle fait partie des treize nouvelles universités qui ont remplacé la nouvelle université de Paris, dissoute après les événements de mai 1968, elle-même héritière de l'ancienne université de Paris fondée au XIIe siècle. Le siège de l'université de la Sorbonne Nouvelle est situé à la Sorbonne, bâtiment historique qu'elle partage avec deux autres universités (Panthéon-Sorbonne et Sorbonne-Université).
L'université dispense principalement des enseignements en lettres, sciences du langage, langues, arts du spectacle, communication et études européennes (pluridisciplinaire histoire, économie, droit et science politique).

## Origines de l'université
En mai 1968 à Paris éclatèrent des révoltes étudiantes ; en effet, l'université de Paris était devenue depuis 1945 très difficile à gérer par le nombre de ses professeurs et de ses étudiants, qui se retrouvaient à l'étroit dans des locaux inadaptés. À la suite des émeutes, la législation nouvelle - loi du 12 novembre 1968, remplacée par la loi du 26 janvier 1984 - permit de créer dès le 31 décembre 1969 treize universités au sein de l'ancienne université de Paris.
Par conséquent, l'université de la Sorbonne-Nouvelle est créée, issue de l'ancienne faculté des lettres de l'université de Paris, au 1er janvier 1970.
Le décret du 21 mars 1970 officialise la création de treize projets d’universités parisiennes qui en fixe la dénomination ainsi que les UER affectées à chacune.
En 2010, les universités Sorbonne-Nouvelle, Paris-Descartes et Paris-Diderot se regroupent au sein de l'université Sorbonne-Paris-Cité. Elles décident en 2017 du principe d’une fusion prévue pour le 1er janvier 2019. Ce projet de la présidence de Paris-III est fortement contesté par des étudiants et des personnels de l'université, qui ont manifesté à travers plusieurs consultations leur rejet massif de cette perspective. La fusion qui a eu lieu en 2020 n'a pas concerné Sorbonne Nouvelle.

## Campus historique Censier
Soixante ans durant, la faculté des Lettres de Paris puis l’université Sorbonne-Nouvelle regroupèrent l’essentiel de leurs étudiants dans le centre Censier.
L’explosion de la demande de formation supérieure a conduit l’État à travers plusieurs plans (dès le deuxième en 1953 avec une accélération au quatrième en 1961) à définir une politique de construction de nouveaux campus. Souvent éloignés des centres urbains voire créés dans des villes non-universitaires, trois de ces nouveaux centres furent pourtant érigés dans le cœur même de Paris : le droit près du Luxembourg (future université Paris-II-Panthéon-Assas), les sciences en bord de Seine sur le site de la Halle aux vins (futures universités Pierre-et-Marie-Curie et Paris-Diderot, connues également sous le nom de campus Jussieu) et enfin les Lettres sur le site de l’ancienne Halle aux cuirs, qui deviendra le Campus Censier.

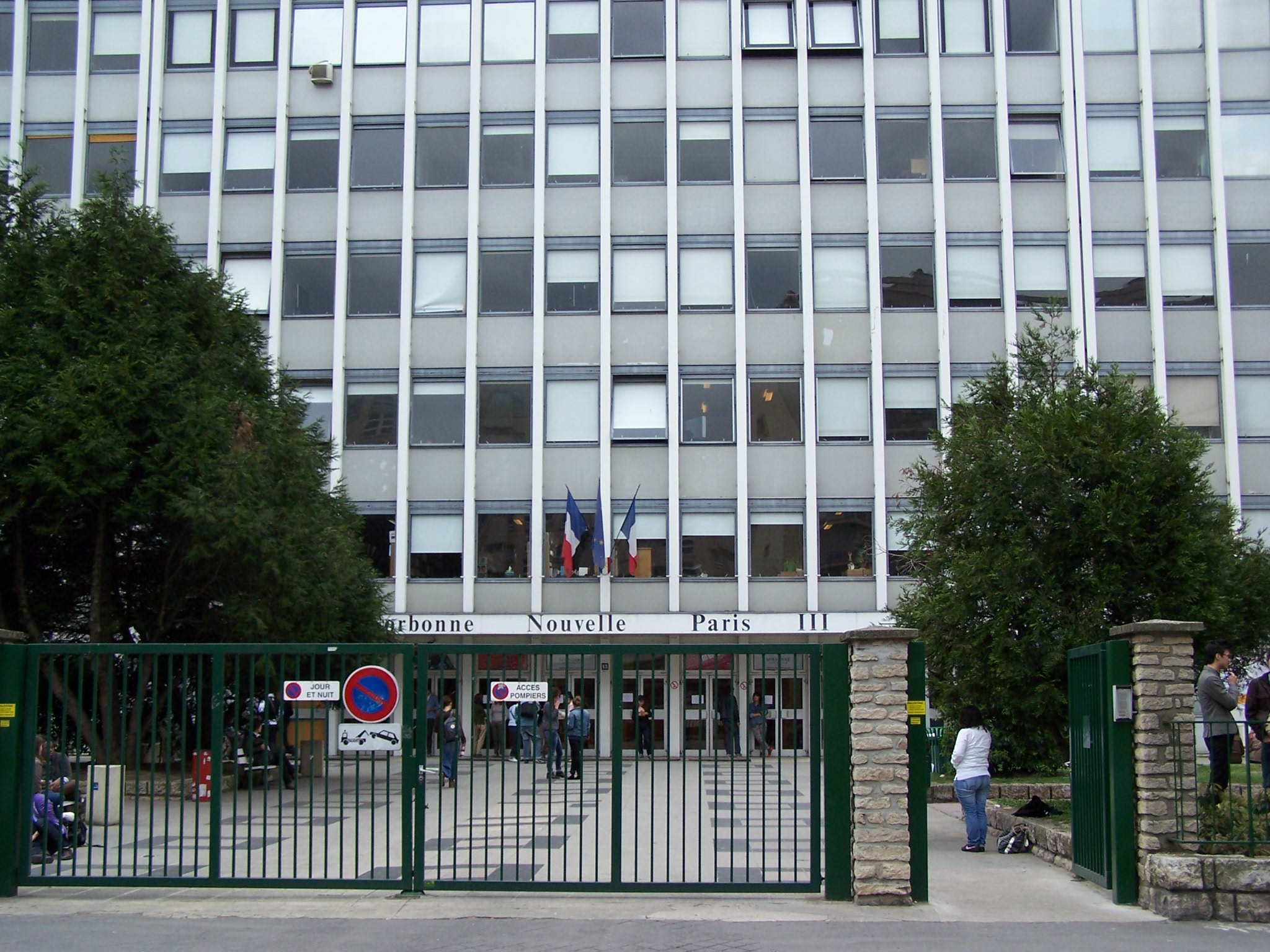
Le Centre universitaire Censier, berceau historique de la faculté de lettres puis de l'université Sorbonne-Nouvelle de 1964 à 2022 (arch. J. Carlu).

Le site historique de la Halle aux cuirs était un vestige des activités de mégisserie et de tannage installées au bord de la Bièvre dans le quadrilatère des rues Censier, de Santeuil, de la Clef et du Fer à Moulin. La rivière désormais busée, les activités du cuir devenaient impropres aux nouvelles exigences centre-urbaines, et les inconvénients (l’incendie de 1906, les odeurs,) ont facilité la mutation du site pour accueillir une extension de la Faculté des Lettres sur 25 000 m2 pour 12 000 étudiants (elle en comptera jusque 18 500). Livrés en plusieurs tranches en 1964, sous la direction de l’architecte Jacques Carlu, les bâtiments du campus Censier ont été, à l’instar de nombreux autres nouveaux sites universitaires, construits rapidement (y compris un défaut de Permis de construire initial pour Censier) et sur la base de procédés préfabriqués en usine afin d’alléger et d’accélérer le chantier en milieu urbain dense.
Comme bien d’autres constructions de l’après-guerre, Censier pâtit de défauts de conception et particulièrement de l’usage de l’amiante dans les matériaux (près de 7 km de flocage sur les 700 tonnes de poutres. Si des travaux d’encapsulage au plâtre ont été engagés dès 1979, toute la structure n’a pas été traitée, des gaines techniques dont deux ascenseurs restant dangereuses d’accès, et l’ensemble des infrastructures devenant impossible à tout nouvel aménagement requérant des perçages des zones contaminées. Bien que plus tardivement que sa voisine Jussieu qui fit l’objet de 1995 à 2016 d’un ambitieux plan de désamiantage, le Centre universitaire Censier fit l’objet d’une décision de déménagement de l’université Sorbonne-Nouvelle vers le nouveau site Picpus, près de la place de la Nation, pour y engager des travaux d’assainissement puis un projet de reprise par d’autres universités parisiennes souhaitant renforcer leur patrimoine au cœur de Paris. Durant cette période de travaux, le site de Censier continue d'accueillir des activités  dans le cadre d’un projet d’occupations temporaires (cours de droit de l'université Paris Panthéon Sorbonne et mise en place du Tiers-lieu Césure au second semestre 2022 regroupant plus de 150 structures autour de Plateau Urbain).
Tourné vers l’enseignement des arts et des lettres et au cœur du quartier Latin, le campus Censier a toujours été un foyer vif d’activités et de revendications étudiantes, depuis son occupation deux jours durant les 11 et 12 mai 1968 jusque dans ses dernières semaines d’accueil de l’université Paris III où, après des manifestations, le site ne fut plus rouvert jusqu'à la fin des tout derniers cours de Sorbonne Nouvelle prévus à Censier le 25 avril 2022.

## Composantes
Conformément au code de l'éducation qui fixe l’organisation légale des universités publiques en France, la Sorbonne Nouvelle se découpe en plusieurs composantes. On trouve d’une part les unités de formation et de recherche (UFR), divisées en départements, et d’autre part les « instituts et écoles ». Ainsi, l’université est structurée de la manière suivante :
- UFR Arts & médias (AM)
  - Département : Cinéma et audio-visuel (CAV)
  - Département : Institut d'études théâtrales (IET)
  - Département : Institut de la communication et des médias (ICM)
  - Département : Médiation culturelle (MC)
  - Théâtrothèque Gaston-Baty, bibliothèque universitaire rattachée à cette UFR
- UFR Langues, littératures, cultures et sociétés étrangères (LLCSE)
  - Département : Études arabes, hébraïques, indiennes et iraniennes (EAHII)
  - Département : Études germaniques (EG)
  - Département : Études ibériques et latino-américaines (EILA)
  - Département : Études italiennes et roumaines (EIR)
  - Département : Institut d'études européennes (IEE)
  - Département : Langues étrangères appliquées (LEA)
  - Département : Monde anglophone (MA)
- UFR Littérature, linguistique, didactique (LLD)
  - Département : Didactique du français langue étrangère (DFLE)
  - Département : Institut de linguistique et phonétique générales et appliquées (ILPGA)
  - Département : Littérature et linguistique françaises et latines (LLFL)
  - Département : Littérature générale et comparée (LGC)
- Institut des hautes études de l'Amérique latine (IHEAL)
- École supérieure des interprètes et des traducteurs (ESIT)

De 1971 à 1984, l'Institut national des langues et civilisations orientales était rattaché administrativement à l'université, tout en constituant un établissement public à caractère scientifique et culturel.

## Campus
L’université est implantée dans trois lieux différents, ses centres administratifs sont situés au cœur du Quartier latin de Paris. Les deux principaux sites sont ceux de la Sorbonne (regroupant divers campus du quartier latin) et de Nation (rue de Picpus), qui a remplacé en 2022 l'ancien site Censier (rue Santeuil). L'Institut des hautes études de l'Amérique latine est quant à lui hébergé sur le campus interuniversitaire Condorcet à Aubervilliers (depuis 2019).

### Campus Nation
Pour remédier à cette dispersion, ainsi qu'à la dégradation du bâtiment de Censier, la construction d'un campus de 35 000 m2 a été achevée rue de Picpus; il a accueilli à l'automne 2022 l'ensemble des étudiants, à l'exception de ceux de l'IHEAL et de la maison de la Recherche, la présidence restant à la Sorbonne. Le bâtiment principal du Campus Nation, signé Christian de Portzamparc, accueille à la rentrée 2022 jusqu'à 6 000 étudiants simultanément. Les défauts de conception (dont la réduction du nombre de salles) comme les défauts dans les travaux mettent en difficulté la rentrée 2022 retardée de deux semaines, l'année 2022-2023 ne pouvant profiter également de certains équipements dont deux amphithéâtres.

### Site Sorbonne
Le site Sorbonne de l'université dans le quartier latin est composé du campus historique de la Sorbonne qui accueille certains cours et héberge le siège de l'Université Sorbonne Nouvelle ainsi que la Direction des Affaires Internationales (DAI) au 17 rue de la Sorbonne, de la boutique des Presses de la Sorbonne Nouvelle au 8 rue de la Sorbonne, de la Maison de la Recherche (école doctorale de l'université) au 4 rue des Irlandais, ainsi que des trois bibliothèques interuniversitaires Sainte-Barbe, Sainte-Geneviève, et BIS (bibliothèque de la Sorbonne).

### Campus Condorcet
Le Campus interuniversitaire Condorcet accueille depuis 2019 l'Institut des hautes études de l'Amérique latine (IHEAL), à l'étroit dans ses anciens locaux du 28 rue Saint-Guillaume.

## Enseignement et recherche
L'université emploie 710 enseignants-chercheurs et enseignantes-chercheuses, 900 chargés de cours et un personnel de 622 agents.
Elle propose 84 parcours de licence, 67 parcours de master, 13 diplômes d'université et 20 formations à distance.

### Enseignement
La Sorbonne Nouvelle propose des formations pluridisciplinaires dans le domaine des sciences humaines et sociales : communication, langues, lettres, arts et sociétés contemporaines.
Les cours sont dispensés au sein de trois composantes d'enseignement : l'UFR consacrée aux arts et au cinéma, l'UFR consacrée à la littérature et à la linguistique et l'UFR consacrée aux langues étrangères.
S'y ajoutent l'Institut d'études européennes (IEE), l'Institut des hautes études de l'Amérique latine (IHEAL), l'École supérieure d'interprètes et de traducteurs (ESIT) et l'Institut de linguistique et phonétique générales et appliquées (ILPGA).

### Recherche
L'université Sorbonne-Nouvelle développe une politique scientifique dans le domaine de la recherche par l'articulation des humanités et des sciences sociales: elle repose sur des pôles d'excellence que sont les langues, les lettres, les sciences du langage, les arts du spectacle et la communication, l'étude des civilisations contemporaines (études européennes, américaines et orientales). 40% des doctorants sont par ailleurs étrangers.
Les Écoles Doctorales (ED) et les Unités de Recherche (EA, UMR...)
- Les activités de recherches sont confiées aux 5 écoles doctorales : Littérature française et comparée, Europe latine – Amérique latine, Arts et médias avec l'ENS, Sciences du langage, Mondes anglophones, germanophones, indiens, iraniens et études européennes, qui regroupent 30 unités de recherche.
- Les écoles doctorales et les unités de recherche occupent les locaux de la Maison de la Recherche, située rue des Irlandais dans le 5e arrondissement de Paris.Bibliothèque interuniversitaire de la Sorbonne, accessible aux étudiants à partir de la 3e année de licence.

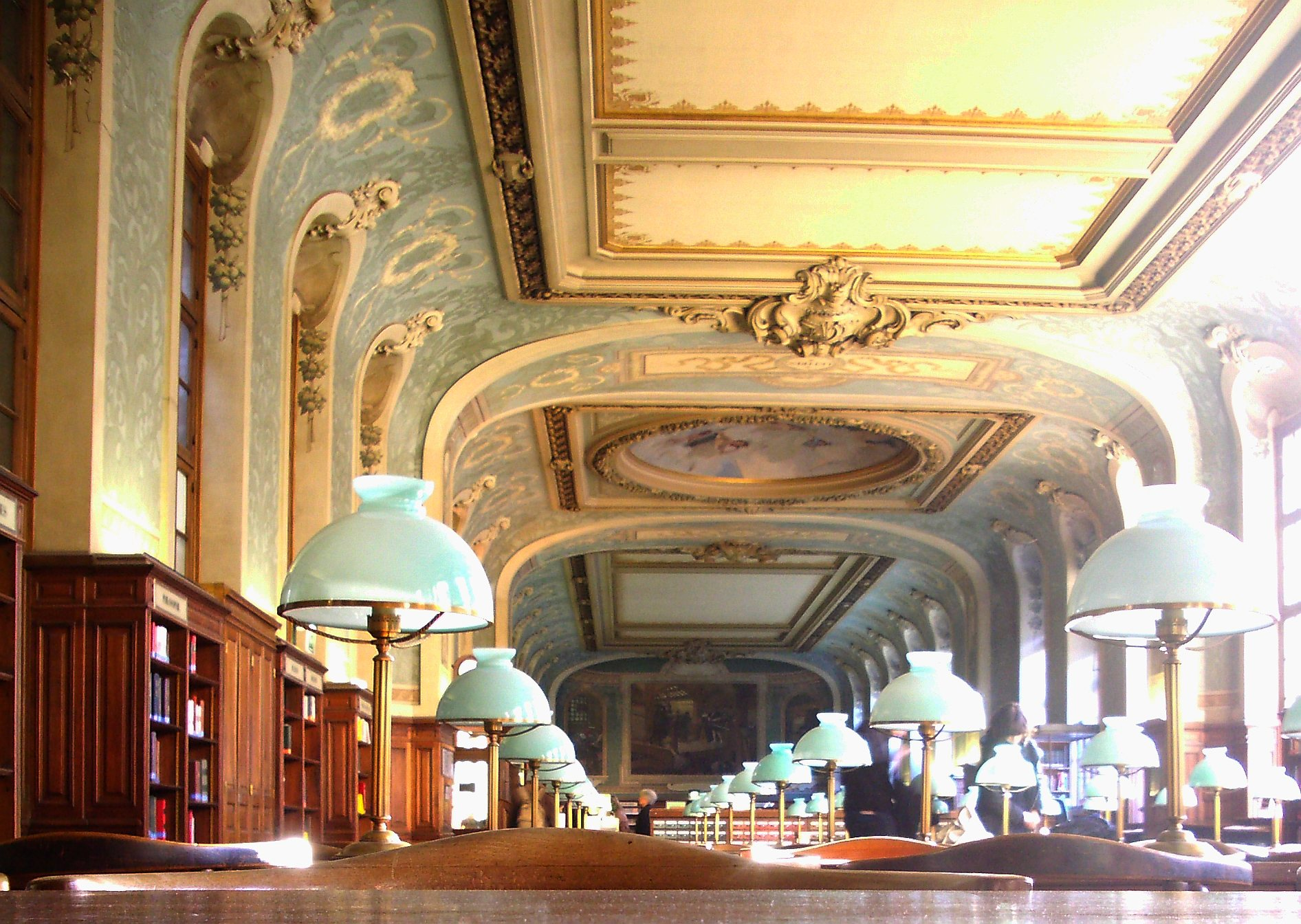
Bibliothèque interuniversitaire de la Sorbonne, accessible aux étudiants à partir de la 3e année de licence.

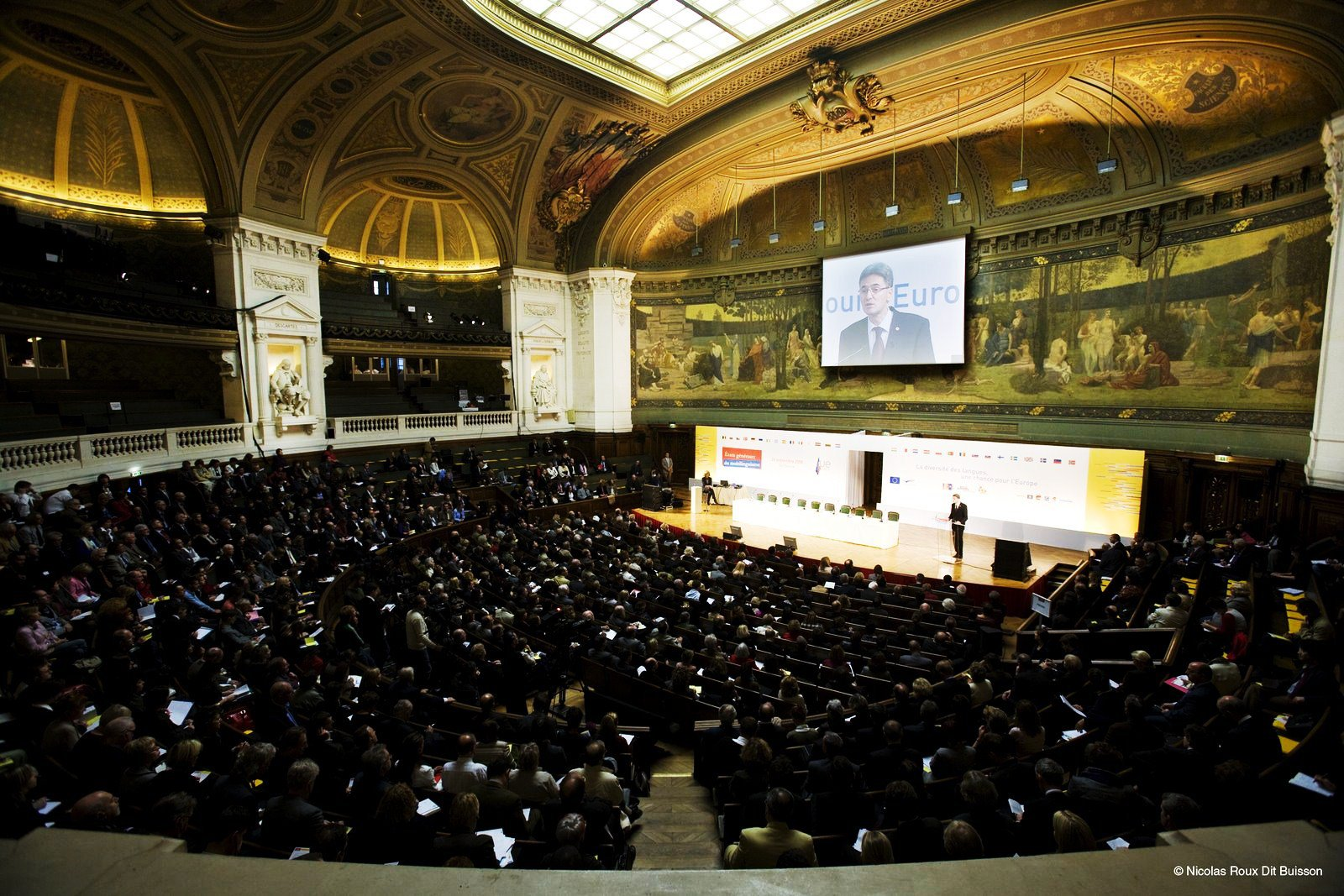
Grand amphithéâtre de la Sorbonne.

## Classements

### QS World University Rankings
En 2020, le QS World University Rankings, classement mondial des universités parmi les 3 plus réputés, classait ainsi l'université dans les domaines suivants :
- langues vivantes : 32e (1re en France)
- arts : 71e (3e en France)
- humanités : 71e (3e en France)
- lettres : 51e-100e (2e en France)
- communication et médias : 101e-150e (1re en France)
- sociologie : 151e-200e (5e en France)
- histoire : 151e-200e (5e en France)

Ce classement comprend universités et écoles et établissements publics et privés indifféremment.

### Autres classements
Le Parisien déclare que l'université Sorbonne Nouvelle est, en 2021, la première université parisienne en termes de taux de réussite en licence.
Le Center for World University Rankings (CWUR) la classe en 2020 trentième institution académique française, universités et écoles confondues, le pays en comptant plus de 3 500.
Selon UniversityGuru, qui compare les résultats obtenus dans tous les classements d'universités, Sorbonne Nouvelle est la dix-septième institution académique parisienne.

## Vie étudiante

### Évolution démographique
Évolution démographique de la population universitaire
| 2000   | 2001   | 2002   | 2003   | 2004   | 2005   | 2006   | 2007   |
| ------ | ------ | ------ | ------ | ------ | ------ | ------ | ------ |
| 17 675 | 17 282 | 18 006 | 18 634 | 18 323 | 17 347 | 16 419 | 16 463 |

| 2008   | 2009   | 2010   | 2011   | 2012   | 2013   | 2014   | 2015   |
| ------ | ------ | ------ | ------ | ------ | ------ | ------ | ------ |
| 16 370 | 16 973 | 17 536 | 17 836 | 17 919 | 17 859 | 18 981 | 18 500 |

## Personnalités liées à l'université

### Présidents
| Identité                                 | Période    | Période          | Durée           |
| Identité                                 | Début      | Fin              | Durée           |
| ---------------------------------------- | ---------- | ---------------- | --------------- |
| Raymond Las Vergnas (1902 - 1994)        | 1971       | 1976             | 5 ans           |
| Jacques Chouillet (1915 - 1990)          | 1976       | 1981             | 5 ans           |
| Henri Béhar (né en 1940)                 | 1981       | 1986 (démission) | 5 ans           |
| Robert Ellrodt (1922 - 2015)             | 1986       | 1991             | 5 ans           |
| Suzy Halimi (d) (née en 1938)            | 1991       | 1996             | 5 ans           |
| Jean-Louis Leutrat (1941 - 2011)         | 1996       | 2001             | 5 ans           |
| Jean-Michel Lacroix (d) (né en 1944)     | 2001       | 2002 (démission) | 1 an            |
| Bernard Bosredon (d)                     | 2002       | 2008             | 6 ans           |
| Marie-Christine Lemardeley (née en 1953) | 2008       | 2014 (démission) | 6 ans           |
| Carle Bonafous-Murat (né en 1965)        | 2014       | 2018             | 4 ans           |
| Jamil Dakhlia (d)                        | 2019       | 2023             | 4 ans           |
| Daniel Mouchard (d) (né en 1975)         | avril 2023 | En cours         | 2 ans et 4 mois |

### Enseignants
- Henri Adamczewski
- Jean-Claude Allain
- Jacques Aumont
- Georges Banu
- Gisèle Barret
- Emmanuelle Baumgartner
- Louis Bazin
- Raymond Bellour
- Alain Bergala
- Jean Bessière
- Bernhard Blumenkranz
- Pascal Bonitzer
- Emmanuel Bouju
- Frédéric Bozo
- André Bourgey
- Emmanuel Burdeau
- Mireille Calle-Gruber
- Maria Candea
- Michel Chion
- Roland Colin
- Laurent Creton
- Serge Daney
- Benjamin W. L. Derhy Kurtz
- Bernard Dort
- René Étiemble
- Vincent Ferré
- Divina Frau-Meigs
- Robert Galisson
- Alexandre Gefen
- Philippe Hamon
- Francis Jacques
- Christian Jambet
- François Jost
- Danielle Juteau
- Françoise Lavocat
- Madeleine Lazard
- Pierre Le Goffic
- Jean-Louis Leutrat
- Éric Macé
- Éric Maigret
- Jean-Michel Maulpoix
- Latifa Ben Mansour
- Michel Marie
- Serge Martin
- Pierre Mélandri
- Hélène Merlin-Kajman
- Sophie Moirand
- Sylvère Monod
- Mary-Annick Morel
- Luc Moullet
- Maria Isaura Pereira de Queiróz
- Claude Pichois
- Louis Porcher
- Alain Recoing
- Josette Rey-Debove
- Chantal Rittaud-Hutinet
- Jürgen Ritte
- Marie Redonnet
- Arnaud Rykner
- Jean-Pierre Sarrazac
- Danica Seleskovitch
- Charles Tesson
- Jacqueline Vaissière

### Étudiants
- Olivier Assayas, réalisateur et scénariste
- Eva Barois de Caevel commissaire d'exposition indépendante, critique d'art et éditrice
- Claire Chust, actrice
- Arnaud Desplechin, cinéaste, césar du meilleur réalisateur en 2016
- Bernard-Pierre Donnadieu, acteur
- Dorothée, animatrice TV
- Évelyne Dhéliat, 7 d'or de la meilleure speakerine en 1984, Prix de la meilleure présentation météorologique en 1994
- Laurent Gaudé, Prix Goncourt 2004
- Éric Gautier, César de la meilleure photographie en 1999
- Julie Gayet, actrice
- Cédric Klapisch, cinéaste récompensé par plusieurs césars
- Sarah Lelouch, journaliste
- Chiara Mastroianni, actrice, nommée au césar du meilleur espoir féminin en 1994
- Serge Toubiana, rédacteur des Cahiers du cinéma
- Toshiyuki Horie[60], auteur japonais récipiendaire du prix Akutagawa et du prix Tanizaki
- Sonia Ben Slama, réalisatrice tunisienne

#### Dans la fiction
- Le narrateur du roman Soumission de Michel Houellebecq (dont l'action se déroule en partie à la Sorbonne Nouvelle).
- La bande dessinée Carnets de thèse de Tiphaine Rivière parue au Seuil en 2015 raconte la vie d'une doctorante de la Sorbonne Nouvelle.